# Елькино (Владимирская область)
Елькино — деревня в Александровском муниципальном районе Владимирской области России. Входит в состав Андреевского сельского поселения.

## География
Деревня расположена в 4 км на восток от города Александрова на автодороге Александров — Владимир.

## История
Решением Владимирского облисполкома № 1086 от 22.09.1965 объединены деревни Елькино и Варгашево (Ивано-Соболевский сельсовет).

### Административно-территориальная принадлежность
До революции деревня входила в состав Александровской волости Александровского уезда.
В годы Советской власти деревня являлась центром Елькинского сельсовета Александровского района, с 2005 года — в состав Андреевского сельского поселения.

## Население
| 1859 | 1905 | 1926 | 2002 | 2010 | 2021 |
| ---- | ---- | ---- | ---- | ---- | ---- |
| 70   | ↗84  | ↗118 | ↗305 | ↗420 | ↘386 |

## Социальная сфера
В деревне имеется фельдшерско-акушерский пункт.
До 2011 года в деревне работала Елькинская начальная общеобразовательная школа № 25.

## Транспорт
Через Елкино проходит автодорога регионального значения Р75 «Колокша — Кольчугино — Александров — Верхние Дворики».